# Zeppelin Rescue
Zeppelin Rescue è un videogioco prodotto nel 1982 per Commodore 64, nel quale si controllano le manovre di precisione di un lento dirigibile di salvataggio.
Il programma è scritto in BASIC ed è sempre stato possibile a qualsiasi utilizzatore visualizzarne il codice sorgente; la lentezza del Commodore BASIC, in confronto al linguaggio macchina nel quale di solito erano scritti i programmi commerciali, non è comunque un problema ed è sufficiente per il ritmo del gioco.

## Modalità di gioco
Il giocatore pilota il dirigibile sopra la città di Los Angeles, rappresentata con scenari bidimensionali di grattacieli visti di profilo. L'intera area di gioco è formata da cinque diverse schermate collegate in orizzontale, una delle quali comprende anche un grande ponte sospeso interrotto. L'obiettivo è salvare gli abitanti da un cataclisma di piogge acide. Si deve evitare ogni minimo contatto con gli edifici e con le numerose nuvole acide che stanno immobili nel cielo, pena la perdita di una vita. Si può giocare anche una più facile modalità "addestramento", senza le nuvole.
Il dirigibile può volare in tutte le direzioni, lentamente e con inerzia. Può andare a due diverse velocità in orizzontale o in verticale, o una combinazione di queste in diagonale. Quando cambia direzione in orizzontale, dopo essersi fermato deve compiere una manovra di rotazione. Ogni spinta data dal giocatore per aumentare o diminuire la velocità consuma un po' del carburante limitato.
Gli abitanti da salvare, mostrati in scala realistica quindi piccolissimi, attendono sopra i tetti o altre superfici orizzontali meno accessibili. Per raccoglierli, il dirigibile deve avvicinarsi molto con la propria cabina, ma senza poter atterrare. Si possono trasportare anche più passeggeri contemporaneamente e se ne devono salvare in tutto 48, portandoli alla propria base, dove viene anche rifornito il carburante.